# 安斉英樹
安斉 英樹（あんざい ひでき）は、北海道旭川市出身の俳優。
主にドラマやバラエティ番組でのエキストラとして活躍し、『ビーファイターカブト』のビーファイターミン/李文役で知られる。苗字は安斎、安齋の表記もあり、表記ゆれがある。

## 出演

### テレビ
- 特警ウインスペクター（テレビ朝日、1990年）
- ビーファイターカブト（テレビ朝日、1996年）- BF・ミン/李文役
- 超光戦士シャンゼリオン　第2話「ノーテンキラキラ」（テレビ東京、1996年） - 通行人
- 踊る!さんま御殿!!（日本テレビ、主に再現VTRに出演）

### 映画
- マイフェニックス（1989年、東宝）- 成田昭彦 役

### 舞台
- 旭川青春グラフィティ　ザ・ゴールデンエイジ（2020年8月、2021年3月、旭川市民文化会館）齋藤瀏 役[1]